# Oswald Neuberger
Oswald Neuberger (* 11. Oktober 1941 in Ingolstadt) ist ein deutscher Psychologe.
Neuberger studierte von 1962 bis 1967 Psychologie und Betriebswirtschaftslehre an der Universität München. Nach der Promotion 1970 und erfolgter Habilitation 1975 lehrte er von 1977 bis 1980 als Professor für Organisationspsychologie an der Universität der Bundeswehr München.
Von 1980 bis März 2007 hatte er den Lehrstuhl Psychologie I an der Wirtschafts- und Sozialwissenschaftlichen Fakultät der Universität Augsburg inne. Seine Arbeitsschwerpunkte waren Führung und Mikropolitik. Seit dem 1. April 2007 ist er emeritiert. Er ist einer der Preisträger 2016 der Dr. Margrit Egnér-Stiftung.
Die Deutsche Nationalbibliothek listet über 50 Publikationen von ihm. Er ist Senior-Herausgeber der Zeitschrift für Personalforschung.
| Personendaten    | Personendaten        |
| ---------------- | -------------------- |
| NAME             | Neuberger, Oswald    |
| KURZBESCHREIBUNG | deutscher Psychologe |
| GEBURTSDATUM     | 11. Oktober 1941     |
| GEBURTSORT       | Ingolstadt           |